# Mary Jane Reoch
Mary Jane „Miji“ Reoch (* 2. Januar 1945 in Philadelphia; † 11. September 1993 in Dallas) war eine US-amerikanische Radrennfahrerin.
Mary Jane Reoch, genannt Miji, war eine der besten Radrennfahrerinnen der Vereinigten Staaten in den 1970er Jahren, hauptsächlich erfolgreich im Bahnradsport, aber auch bei Straßenrennen. 1971 wurde sie US-amerikanische Meisterin im Straßenrennen und 1975 im Einzelzeitfahren. Viermal errang sie den nationalen Titel in der Einerverfolgung sowie zweimal im Punktefahren. Bei den UCI-Bahn-Weltmeisterschaften 1975 im belgischen Rocourt wurde sie Vize-Weltmeisterin in der Verfolgung und im Jahr darauf, bei der Bahn-WM im italienischen Monteroni di Lecce, Dritte in dieser Disziplin.
1975 siegte Reoch beim Eröffnungsrennen der Radrennbahn in Trexlertown; 1976 gewann sie das erstmals ausgetragene Frauenradrennen bei der Tour of Somerville und 1979 das Fitchburg Longsjo Classic.
1980 trat Mary Jane Reoch vom aktiven Radsport zurück, arbeitete erfolgreich als Trainerin – eine ihrer Schützlinge war Connie Carpenter  – und an einem Buch. 1981 brachte sie ein Baby zur Welt, nachdem sie unter Wehen zu der Geburt im Krankenhaus zwölf Meilen mit ihrem Rennrad gefahren war. Im September 1993 kam sie bei einer Trainingsausfahrt mit einem Sportler, den sie betreute, ums Leben, als sie von einem Lastwagen angefahren wurde.
1994 wurde Mary Jane Reoch posthum in die United States Bicycling Hall of Fame aufgenommen und 2004 zudem in die Hall of Fame des Valley Preferred Cycling Center in Trexlertown.